# A Queer Carol
A Queer Carol (Cuento de Navidad gay) es una adaptación teatral de 1999 de la novela clásica de Charles Dickens A Christmas Carol (Cuento de Navidad) contada de nuevo pero con una perspectiva gay, escrita por Joe Godfrey. Se estrena en Brooklyn en 1999, Manhattan en 2001 y el resto de Estados Unidos a lo largo de los años posteriores.

## Trama
El «exitoso pero tacaño» diseñador de interiores Ebenezer «Ben» Scrooge, quien tiene un mal pago asistente, Bob Cratchit, quien carece de servicios médicos, tanto para él como para Tim, su compañero VIH positivo. 
Un día, Scrooge se encuentra con un trabajador de una organizacíón caritativa llamada Broadway Cares/Equity Fights AIDS (Broadway cuida/equidad en la lucha contra el sida), con la que se niega colaborar. 
Tarde en la noche, Scrooge se encuentra con el fantasma de su antiguo socio comercial y examante Jacob «Jake» Marley (de apellido original Markowitz), quien le advierte a Scrooge tanto sobre su avaricia, como sobre la visita que tendrá de tres espíritus.
El fantasma de Marilyn Monroe (como el fantasma del pasado navideño) lleva a Scrooge a su infancia, en la década de 1950, donde de niño tuvo aspiraciones artísticas, era elogiado por su madre. El padre alcohólico de Ben lo menospreciaba por ello, y algunos de sus compañeros de clase lo acosaron, contribuyendo a la homofobia internalizada de Scrooge. Más tarde, Ben, de 21 años, quien trabaja para Fezziwig Fabrics (propiedad de Old Fezziwig), donde Ben conoce a otro trabajador, Jacob Markowitz. Ambos se convirtien en socios comerciales y amantes. Finalmente compran el negocio de Fezziwig. Su relación, sin embargo, se vuelve tensa. Scrooge quiere seguir encerrado en el clóset, mientras Jake se va hacia las drogas y el sexo, lo que lleva a Jake a contraer VIH/sida.